# Aequidens mauesanus
Espèce
Aequidens mauesanus est une espèce de poissons perciformes appartenant à la famille des Cichlidae.